# Crambus pythagoras
Crambus pythagoras là một loài bướm đêm trong họ Crambidae.